# Caso Casino White House
El Caso Casino White House refiere al caso de secuestro, violación, robo, asesinato e intento de asesinato cometido contras tres saloneras empleadas del Casino White House en San Antonio de Escazú, Costa Rica; las hermanas Arelis y Yerlin Marín Salazar y Angie Peraza Fernández el 28 de octubre de 2008 por Christian Mora Cantillano y Juan Carlos Mena Jiménez.

## Hechos
Tras salir de su trabajo en el Casino White House, las hermanas Arelis y Yerlin Marín y su compañera Angie Peraza fueron interceptadas por Christian Mora y Juan Carlos Mena quienes en su propio vehículo dispararon contra el automóvil de las víctimas para obligarlas a detenerse, tras lo cual las secuestran y despojan de todos los objetos de valor, obligan a Yerlin Marín a sacar $200 de su tarjeta de débito de un cajero automático. Luego, abusan sexualmente de Angie Peraza obligándola a tener sexo oral, la sacan del vehículo y le disparan. Peraza sobreviviría el intento de homicidio. Luego llevan a las hermanas Marín a un motel llamado "Dorado" de baja calidad, donde Yerlin es introducida al baño por Juan Carlos Mena y presuntamente fue violada (esto no se pudo comprobar), mientras Christian Mora viola a Arelis en la cama. Tras esto, en San Antonio de Belén le disparan a Yerlin Marín provocándole la muerte. Luego disparan en la cabeza y el glúteo a Arelis Marín cerca de la  autopista Próspero Fernández en Santa Ana, pero esta logra sobrevivir (aunque perdiendo el sentido del olfato y del gusto).
Ambos fueron enjuiciados y el 12 de octubre de 2009 se les encuentra culpables, a Mora se le sentencia a 179 años de prisión por tentativas de homicidio, homicidio calificado, coautorías de robo agravado y privación de libertad, complicidad de violación simple y violación. A Mena a 193 años por abuso sexual, violación simple, coautoría de tentativa de homicidio calificado, robo agravado, homicidio calificado y privación de libertad. No obstante, por las leyes de Costa Rica, ningún convicto puede pasar más de 50 años en la cárcel.
Las personas acusadas se mantienen presos en el Centro Penitenciario La Reforma, donde estudian.